# Географія Перу
Перу — південноамериканська країна, що знаходиться на заході континенту . Загальна площа країни 1 285 216 км² (20-те місце у світі), з яких на суходіл припадає 1 279 996 км², а на поверхню внутрішніх вод — 5 220 км². Площа країни вдвічі більша за площу України; трохи менша ніж площа Аляски. 

## Назва
Офіційна назва — Республіка Перу, Перу (ісп. Republica del Peru; кеч. Piruw; айм. Piruw). Назва країни має неясне походження. Найпопулярніша теорія виводить її від місцевого слова «біру» (Biru), що означає річку (наприклад гідронім Біру в сусідньому Еквадорі). Інша стверджує, що слово походить від імені індіанського вождя Віру, про «імперію» якого дізнався іспанський колонізатор Паскуалу Андагоя 1522 року. Інше можливе походження топоніму від слова «Пелу», імовірно, давня назва регіону. Офіційно за країною назва закріпилась 1543 року, коли було утворено іспанське віце-королівство Перу. Цю ж назву 1821 року успадкувала новостворена незалжена держава.

## Географічне положення
Перу — південноамериканська країна, що межує з п'ятьма іншими країнами: на півночі — з Еквадором (спільний кордон — 1529 км) і Колумбією (1494 км), на південному сході — з Болівією (1212 км), на сході — з Бразилією (2659 км), на півдні — з Чилі (168 км). Загальна довжина державного кордону — 7062 км. Перу на заході омивається водами Тихого океану. Загальна довжина морського узбережжя 2414 км.

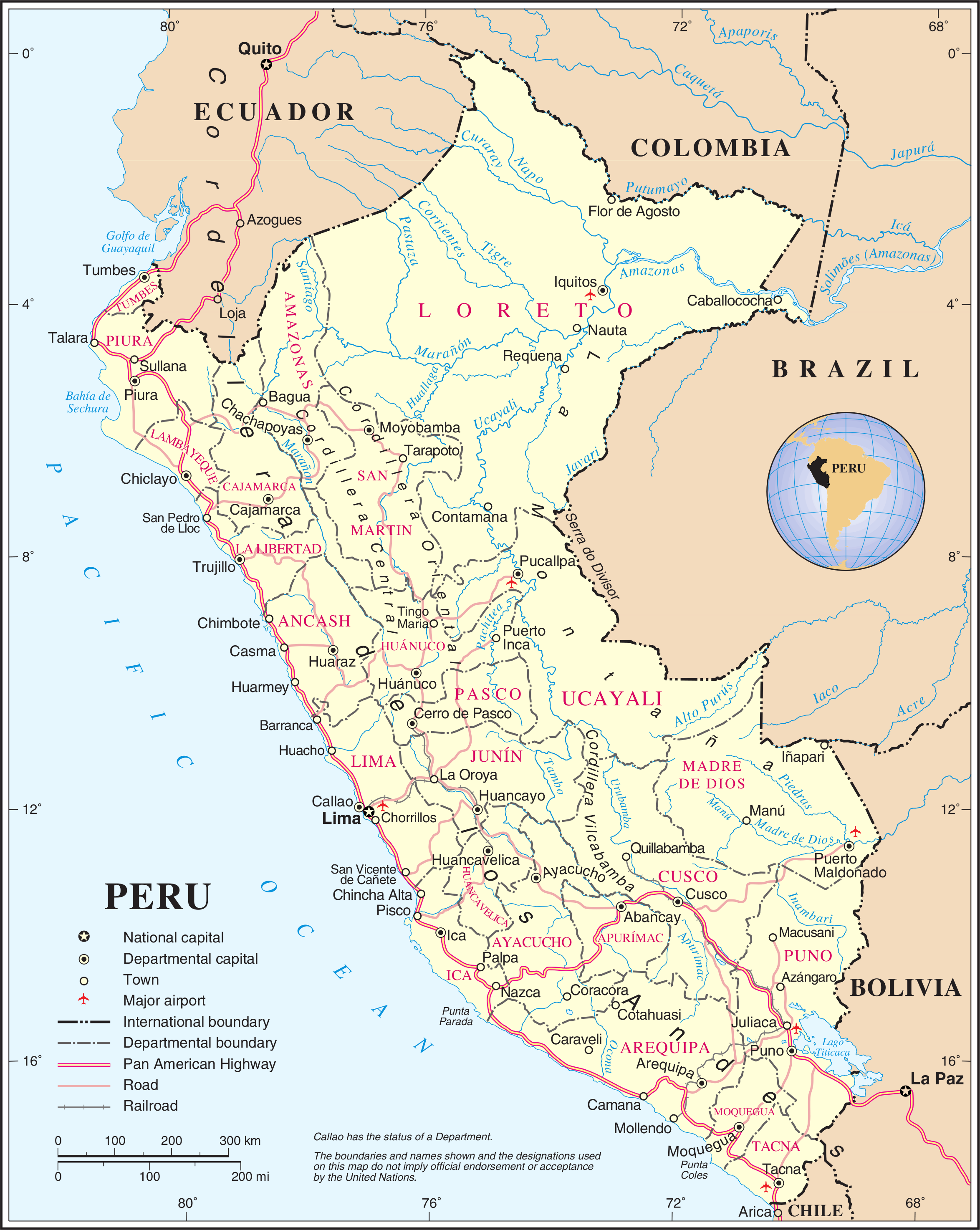
Карта Перу від ООН (англ.)
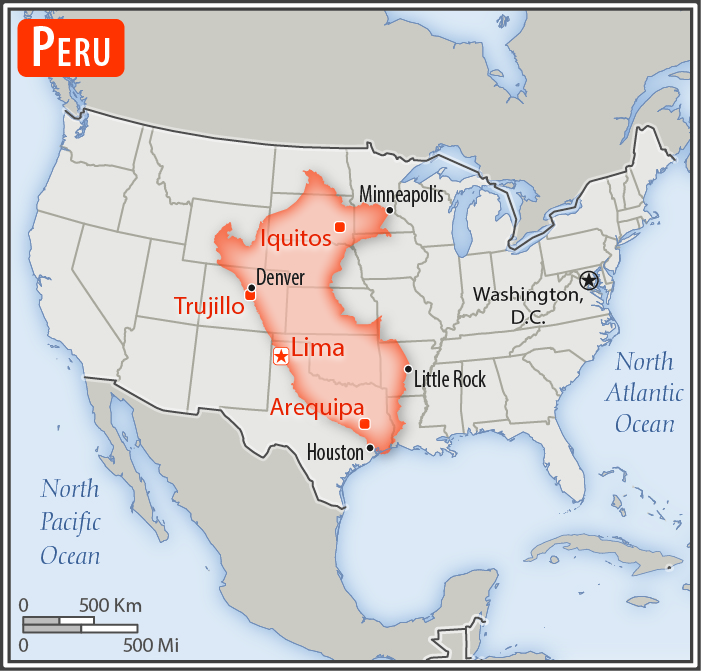
Порівняння розмірів території Перу та США
Морські кордони Перу

Згідно з Конвенцією Організації Об'єднаних Націй з морського права (UNCLOS) 1982 року, протяжність територіальних вод країни встановлено в 200 морських миль (370,4 км) від узбережжя. Континентальний шельф — 200 морських миль (370,4 км) від узбережжя.

### Крайні пункти

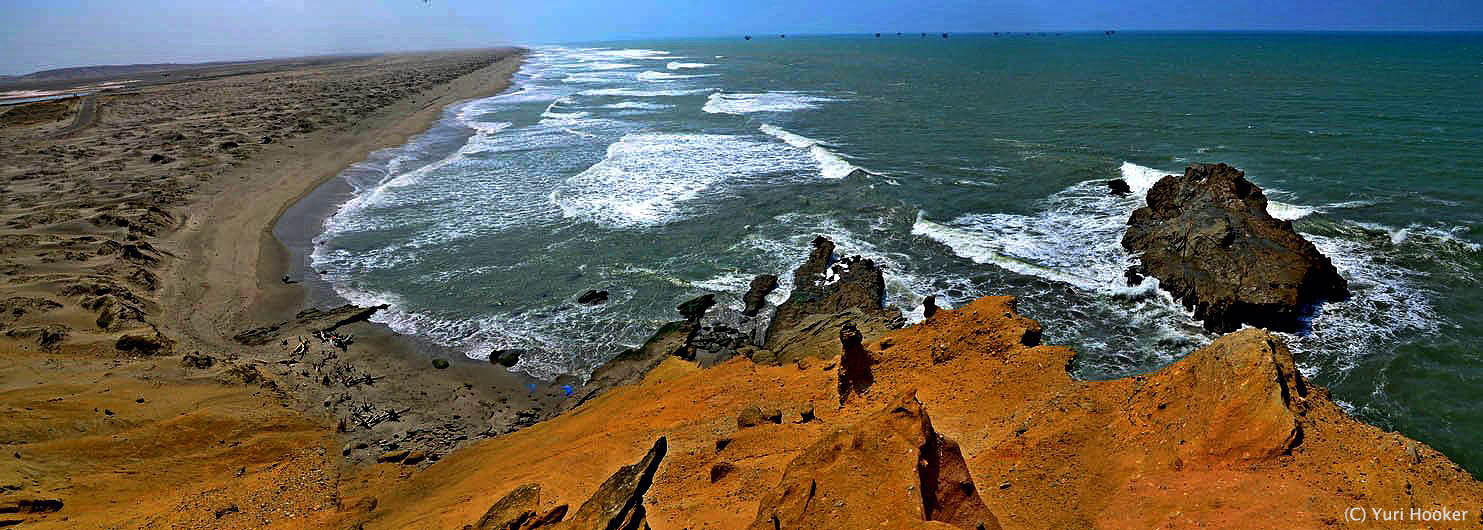
Мис Париньяс

Перу лежить між 0°01′48′′ і 18°20′51′′ паралелями південної широти, 4°40′45′′ і 12°30′11′′ меридіанами західної довготи.
| Путумайо Такна мис Париньяс Хіт-Рівер Уаскаранclass=notpageimage\| Крайні пункти Перу |

Крайні пункти:
- крайня північна точка — річка Путумайо в окрузі Путумайо провінції Майнас (00°01′48″ пд. ш. 75°10′29″ зх. д. / 0.03000° пд. ш. 75.17472° зх. д.);
- крайня південна точка — тихоокеанське узбережжя в окрузі Такна провінції Такна (18°20′51″ пд. ш. 70°22′32″ зх. д. / 18.34750° пд. ш. 70.37556° зх. д.);
- крайня західна точка — мис Париньяс в окрузі Ла-Бреа провінції Талара (04°40′45″ пд. ш. 81°19′35″ зх. д. / 4.67917° пд. ш. 81.32639° зх. д.);
- крайня східна точка — гирло річки Хіт-Рівер в окрузі Тамбопата провінції Тамбопата (12°30′11″ пд. ш. 68°39′27″ зх. д. / 12.50306° пд. ш. 68.65750° зх. д.).

- Мис Париньяс

### Час
Час у Перу: UTC-5 (-7 годин різниці часу з Києвом).

## Геологія

### Корисні копалини
Надра Перу багаті на ряд корисних копалин: мідь, срібло, золото, нафту, залізну руду, кам'яне вугілля, фосфати, калійні солі, природний газ.

### Вулканізм
Вулкан Тааль був включений у 1990-х роках до «Десятиліття вулканів», міжнародної дослідницької програми впливу вулканічної діяльності на людство Міжнародної асоціації вулканології і хімії надр Землі (IAVCEI), як частини програми ООН зі зменшення небезпеки від стихійних лих.

## Рельєф
Середні висоти — 1555 м; найнижча точка — рівень вод Тихого океану (0 м); найвища точка — гора Уаскаран (6768 м). На території Перу виділяються гірський пояс Анд, так звана Сьєрра (Західна, Центральна і Східна Кордильєра) висоти до 4000-6000 м (вершина Уаскаран). На сході гірські хребти опускаються до Амазонської низовини, так званої Сельви, яка переходить на півдні в передгірську рівнину Монтанья. На півдні знаходиться велике плоскогір'я Пуна. Уздовж Тихого океану тягнеться вузька смуга пустельних берегових рівнин, так звана Коста.

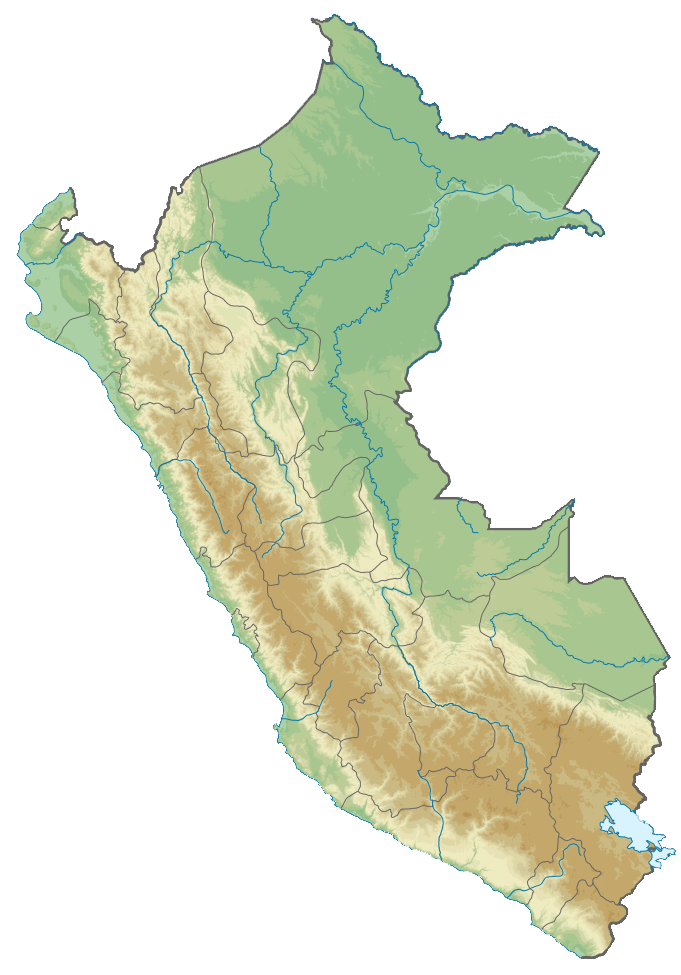
Рельєф Перу
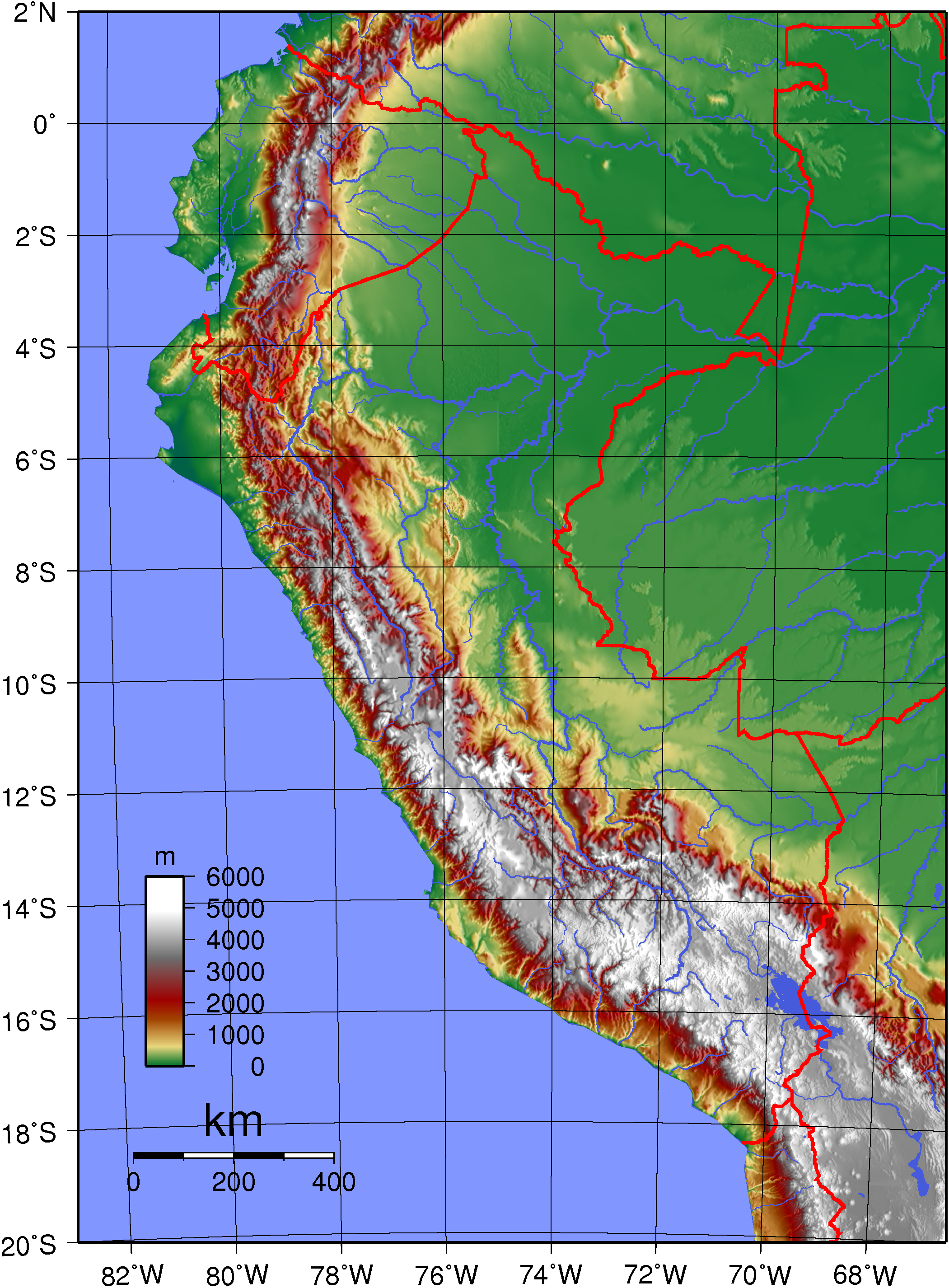
Гіпсометрична карта Перу
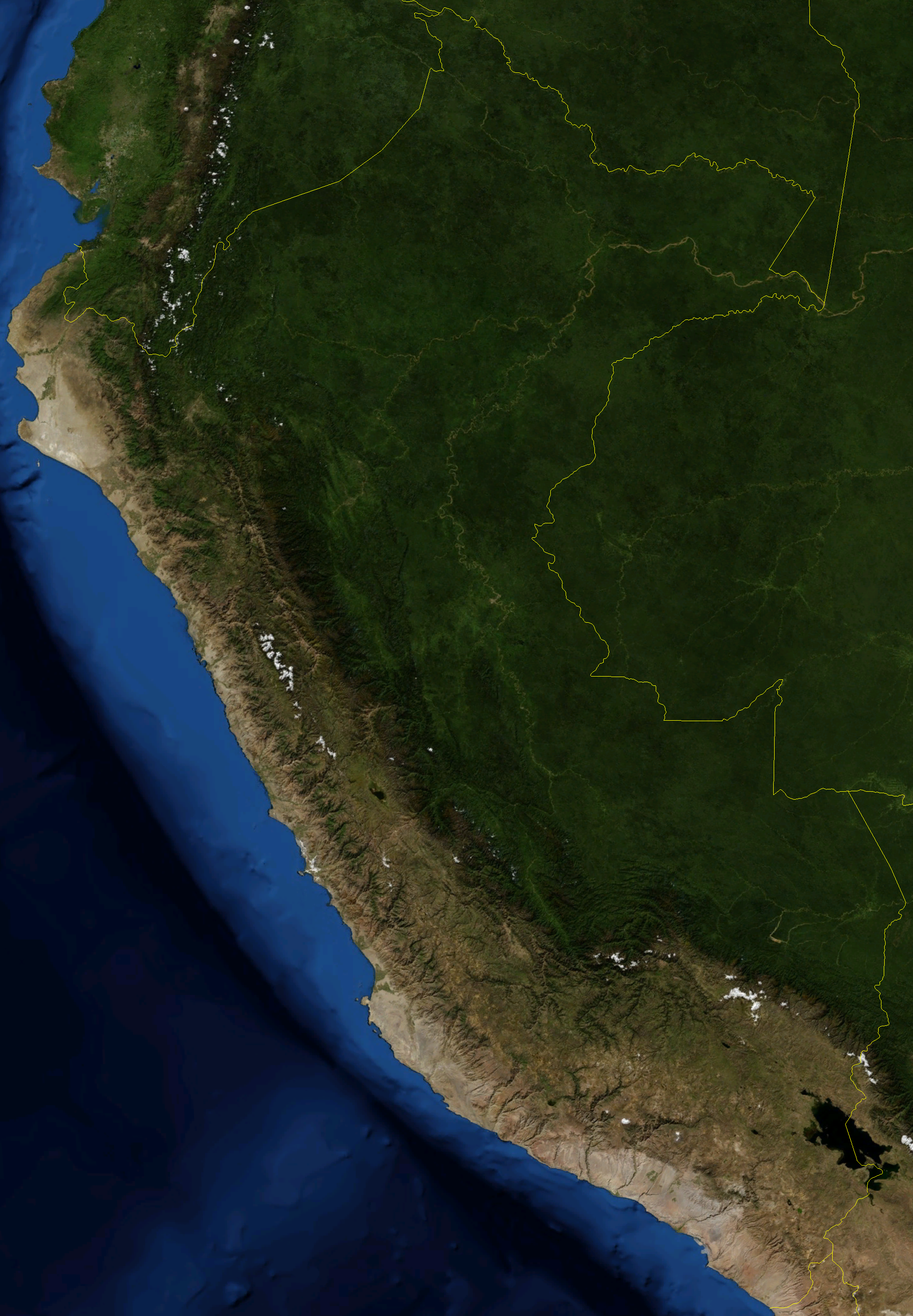
Супутниковий знімок поверхні країни
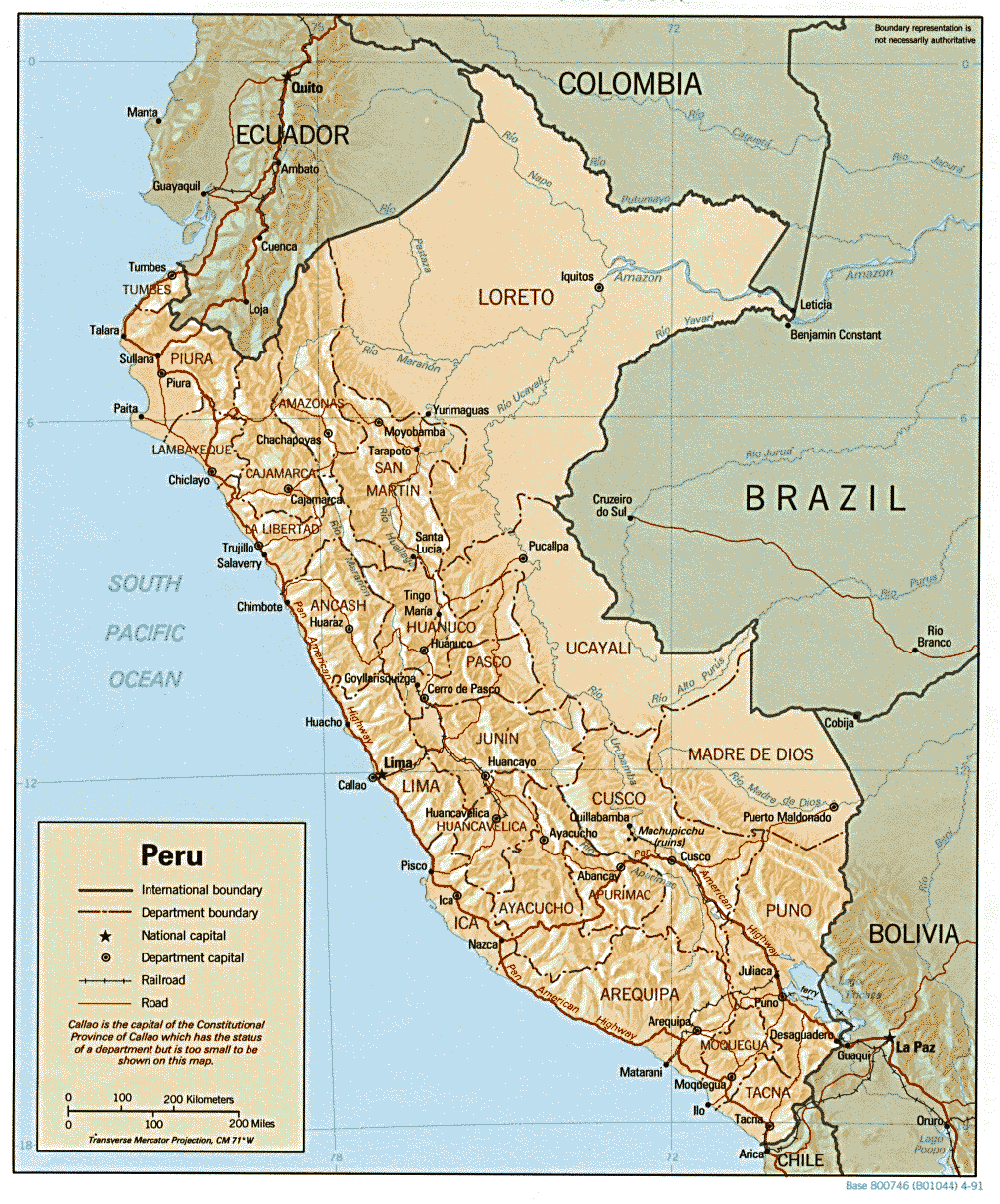
Карта країни (англ.)

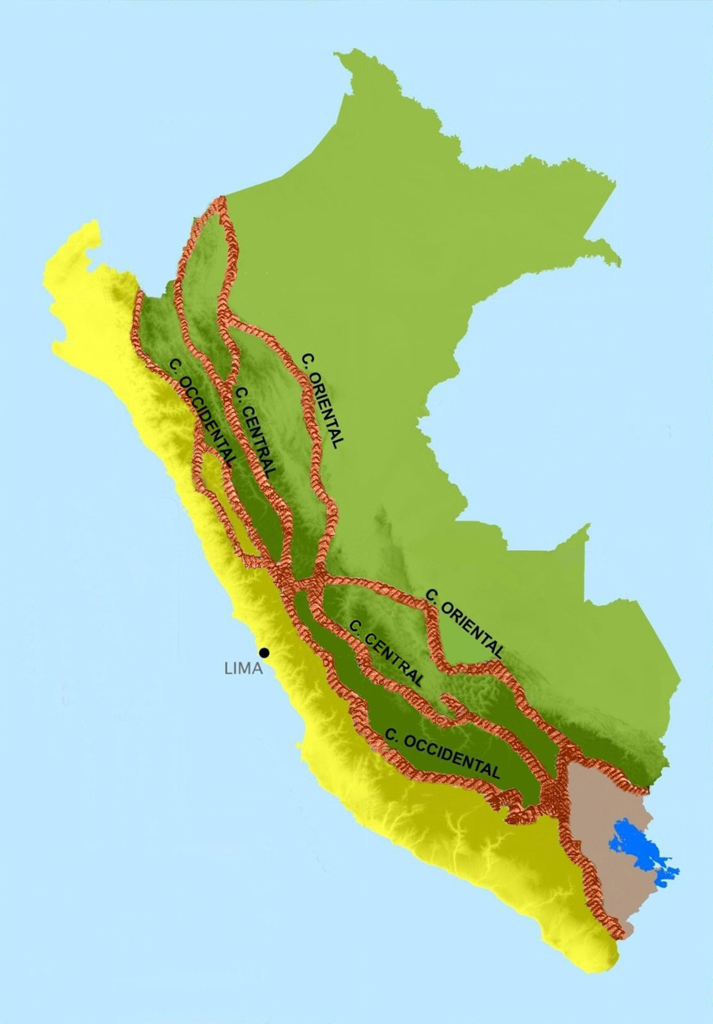
Орографія перуанських Анд
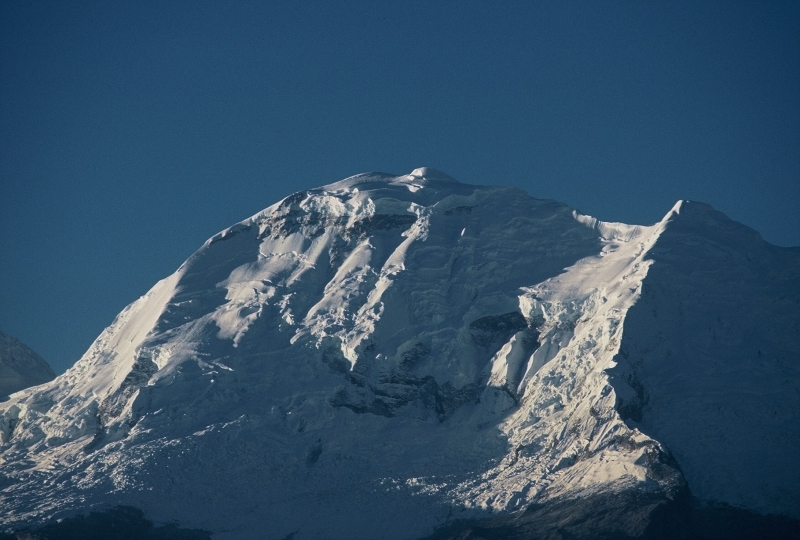
Гора Уаскаран

## Клімат
Частина території Перу на схід від гірських хребтів Анд лежить у субекваторіальному кліматичному поясі (крайня північ у екваторіальному), узбережжя країни лежить у тропічному кліматичному поясі. На сході влітку переважають екваторіальні повітряні маси, взимку — тропічні. Влітку вітри дмуть від, а взимку до екватора. Сезонні амплітуди температури повітря незначні, зимовий період не набагато прохолодніший за літній. Через орографічні умови, що затримують південно-східний масоперенос, зволоження надмірне. На узбережжі увесь рік панують тропічні повітряні маси. На формування клімату велике значення має вплив холодної Перуанської течії. Сезонний хід температури повітря чітко відстежується. Чітко простежуються пасатні вітри з високою відносною вологістю (часті тумани), проте опадів випадає дуже мало, або й зовсім відсутні (на крайньому півдні). У горах, вище за 3000 м високогірний посушливий тропічний клімат.

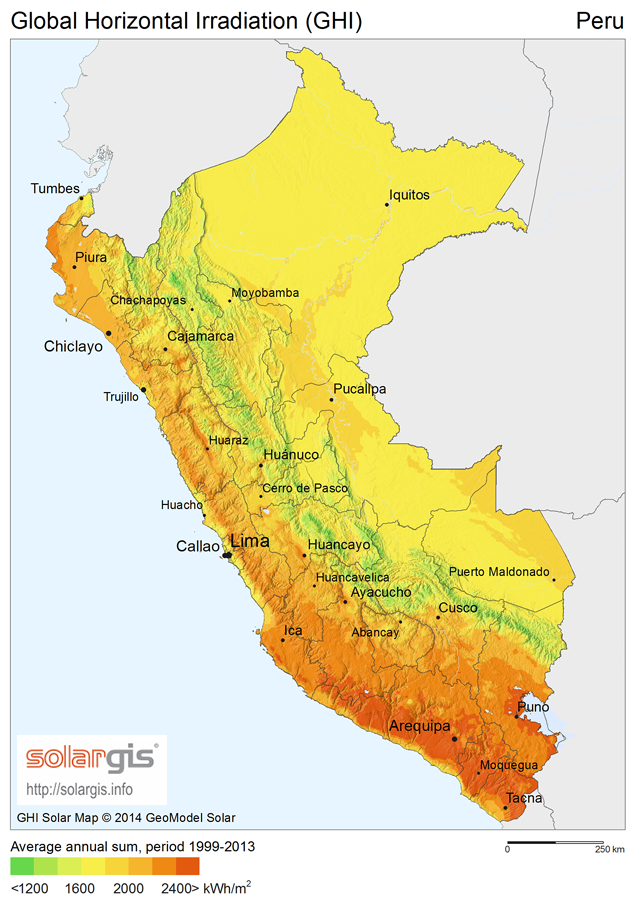
Сонячна радіація (англ.)
Кліматична карта Перу (за Кеппеном)

Перу є членом Всесвітньої метеорологічної організації (WMO), в країні ведуться систематичні спостереження за погодою.

## Внутрішні води
Загальні запаси відновлюваних водних ресурсів (ґрунтові і поверхневі прісні води) становлять 1913 км³. Станом на 2012 рік в країні налічувалось 25,8 тис. км² зрошуваних земель.

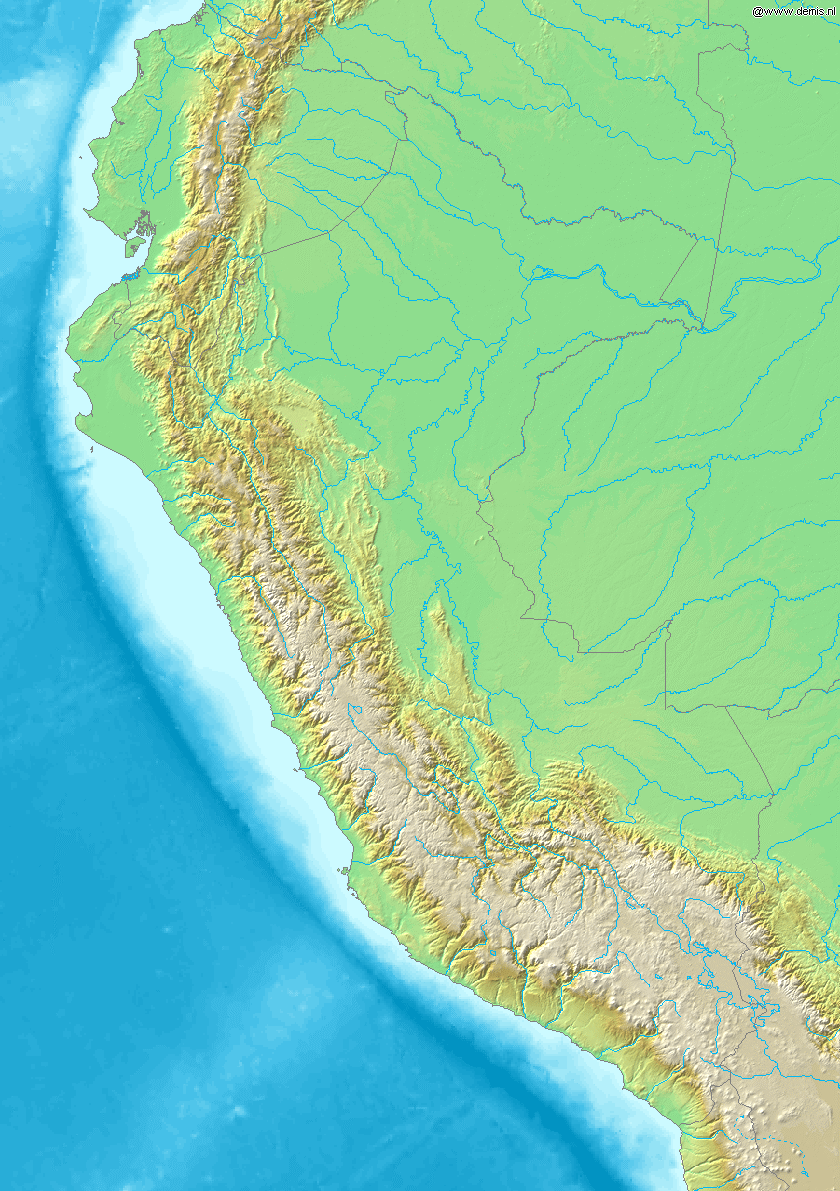
Гідрографічна мережа Перу
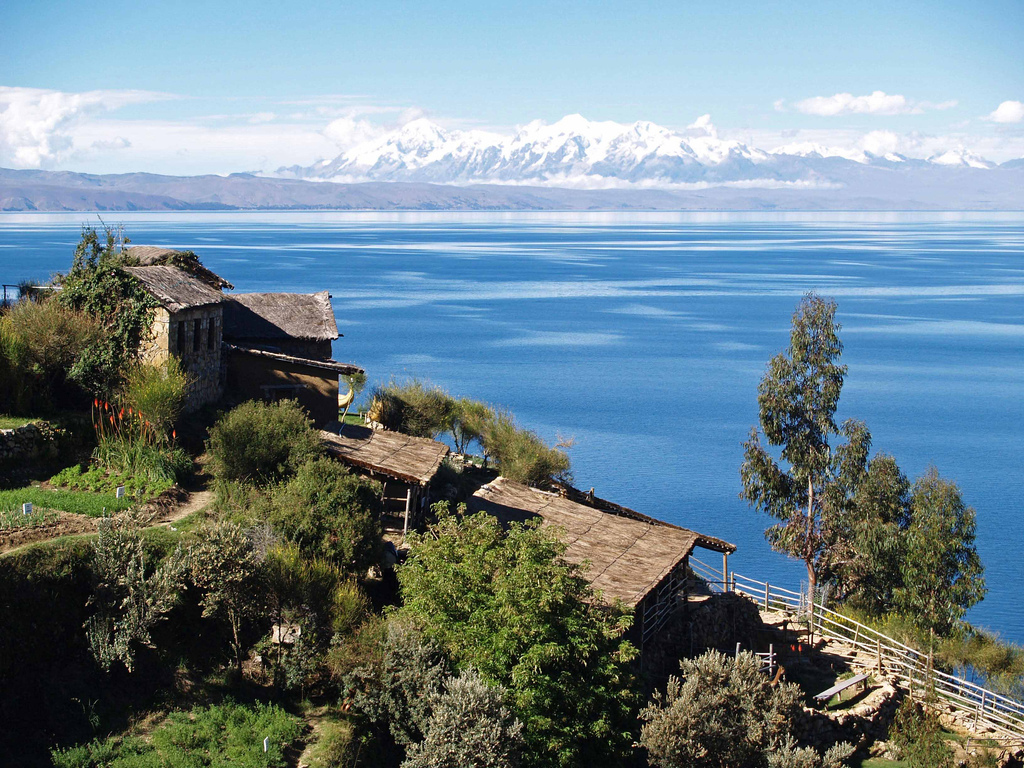
Озеро Тітікака

### Річки
Річки країни належать басейну Атлантичного океану — басейн Амазонки; на захід від Анд — басейну Тихого океану; річки Альтіплано (Пуни) — безстічним областям озер Тітікака та Поопо.

## Рослинність
Земельні ресурси Перу (оцінка 2011 року):
- придатні для сільськогосподарського обробітку землі — 18,8 %,
  - орні землі — 3,1 %,
  - багаторічні насадження — 1,1 %,
  - землі, що постійно використовуються під пасовища — 14,6 %;
- землі, зайняті лісами і чагарниками — 53 %;
- інше — 28,2 %[1].

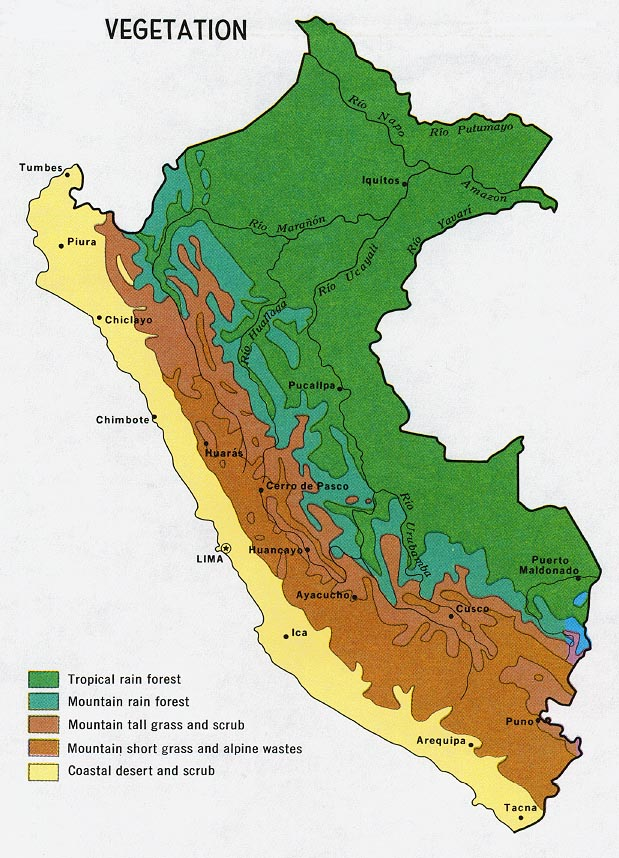
Рослинність Перу, 1970 рік
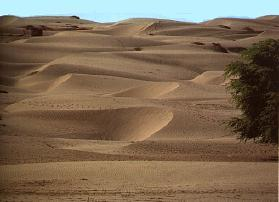
Берегова пустеля Сечура

## Тваринний світ
У зоогеографічному відношенні територія країни відноситься до Неотропічної області: тихоокеанське узбережжя і гірські хребти — до Андійської провінції Патагонсько-Андійської підобласті, Анди — до Північноандійської, а сельва Амазонки — до Амазонської провінції Гвіано-Бразильської підобласті.

## Охорона природи
Перу є учасником ряду міжнародних угод з охорони навколишнього середовища:
- Мадридського протоколу про охорону навколишнього середовища до Договору про Антарктику,
- Конвенції про біологічне різноманіття (CBD),
- Рамкової конвенції ООН про зміну клімату (UNFCCC),
- Кіотського протоколу до Рамкової конвенції,
- Конвенції ООН про боротьбу з опустелюванням (UNCCD),
- Конвенції про міжнародну торгівлю видами дикої фауни і флори, що перебувають під загрозою зникнення (CITES),
- Базельської конвенції протидії транскордонному переміщенню небезпечних відходів,
- Лондонської конвенції про запобігання забрудненню моря скиданням відходів,
- Монреальського протоколу з охорони озонового шару,
- Міжнародної конвенції запобігання забрудненню з суден (MARPOL),
- Міжнародної угоди про торгівлю тропічною деревиною 1983 і 1994 років,
- Рамсарської конвенції із захисту водно-болотних угідь[12],
- Міжнародної конвенції з регулювання китобійного промислу[1].

## Стихійні лиха та екологічні проблеми
На території країни спостерігаються небезпечні природні явища і стихійні лиха: землетруси; цунамі; повіді; зсуви ґрунту; помірний вулканізм, найбільш активний вулкан Убінас (5672 м) востаннє вивергався 2009 року.
Серед екологічних проблем варто відзначити:
- знеліснення через незаконні рубки;
- перевипасання худоби на гірських схилах призводить до ерозії ґрунтів;
- спустелювання;
- серйозне забруднення повітря в столиці країни, Лімі;
- забруднення вод річок і прибережних вод побутовими стоками, стоками гірничих копалень.

## Фізико-географічне районування
У фізико-географічному відношенні територію Перу можна розділити на 3 великих райони, що відрізняються один від одного рельєфом, кліматом, рослинним покривом:
- Коста (прибережна пустеля) — що протяглася вузькою порізаною смугою вздовж усього перуанського узбережжя (на 2270 км), являє собою північне продовження чилійської пустелі Атакама. На півночі, між містами Пьюра і Чиклайо, пустеля займає широку низовину, поверхня якої зайнята в основному рухливими піщаними дюнами. Південніше, на дільниці від Чиклайо до Піско, круті схили Анд підступають до самого океану. Поблизу Піско декілька конусів винесення річок, що злилися, утворюють вузьку низовину неправильних контурів, місцями перегороджену відрогами гір. Ще південніше біля самого берега підіймається невисока гірська гряда, що досягає приблизно 900 м над р.м. На схід від неї тягнеться глибоко розчленована скельна поверхня, що поступово підвищується до Анд. Більша частина Кости настільки посушлива, що з 52 річок, які витікають зі схилів Анд на захід, тільки 10 доносять свої води до океану. Узбережжя є економічно найважливішим районом Перу. 40 оаз цього району вирощують більшість найважливіших сільськогосподарських культур, в тому числі експортних. На узбережжі знаходиться також ряд головних міст — Ліма, Кальяо, Чиклайо та Трухільйо.
- Сьєрра (високогір'я Анд). Перуанські Анди, що досягають 320 км завширшки, займають понад третину площі країни; їх вершини досягають висоти 5500 м над рівнем моря. Численні гірські хребти видовжені з північного заходу на південний схід. Десять вершин підіймаються вище за 6100 м, а найвища з них — Гуаскаран — досягає 6768 м. У південній частині є вулкани, найвідоміший з них — конус, що підноситься над містом Арекіпа — пік Місті (5822 м). Східні схили Анд, на яких випадають рясні дощі, розчленовані глибоко розрізаними долинами річок і утворюють хаотичне нагромадження гострих гребенів, що чергуються з каньйонами глибиною до 3000 м; тут беруть початок декілька великих приток річки Амазонки. Ця область різко і глибоко розчленованого рельєфу представляє найбільші труднощі при перетині Анд. Тут живуть індіанці, що використовують під посіви вузькі смуги родючої землі на днищах річкових долин і в нижніх частинах схилів. На кордоні Перу і Болівії, на відмітці 3812 м над рівнем моря, є високогірне озеро Тітікака; це — найбільше з високогірних озер, має площу 8446 км², 59 % його акваторії належить Перу.
- Сельва (Амазонська низовина) включає нижню частину східних схилів Анд і прилеглі до них плоскі рівнини басейну Амазонки. Ця область займає понад половину загальної площі країни. Рівнина покрита густими і високостовбурними тропічними дощовими лісами, і єдиними шляхами сполучення тут є великі річки — Укаялі, верхня течія Амазонки, що носить тут назву Мараньйон, і Напо. Головним економічним центром району є Ікітос, розташований на р. Амазонка; це — верхній пункт, якого можуть досягати річкові пароплави з осіданням понад 4 м.

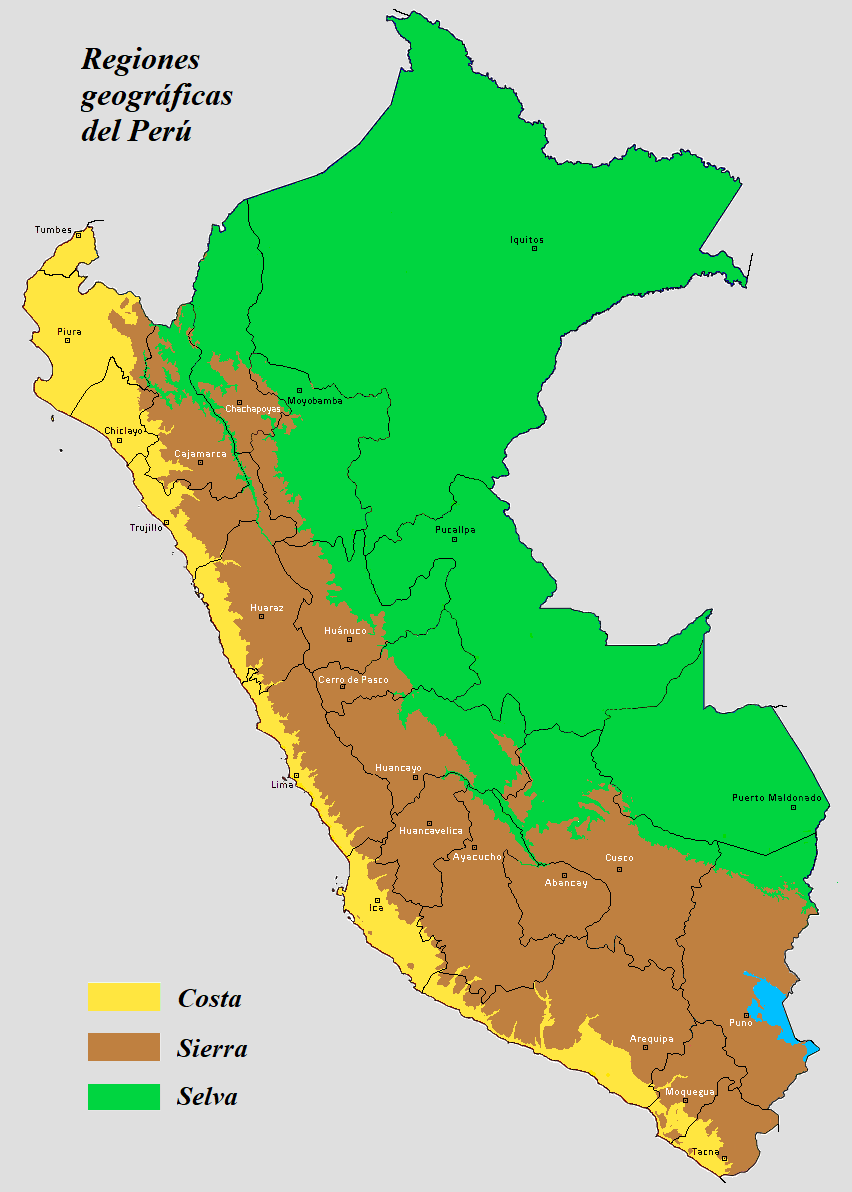
Карта регіонів Перу (ісп.)
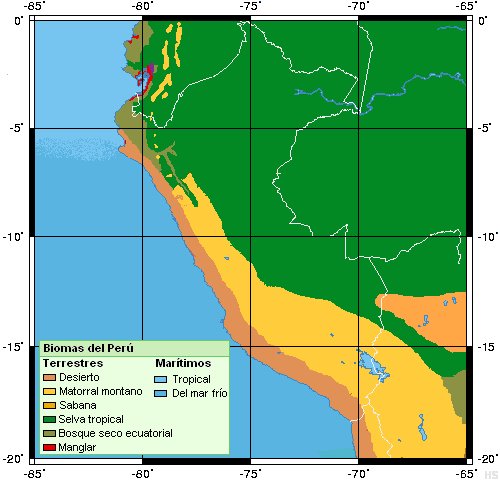
Екорегіони Перу

### Українською
- Атлас світу / голов. ред. І. С. Руденко ; зав. ред. В. В. Радченко ; відп. ред. О. В. Вакуленко. — К. : ДНВП «Картографія», 2005. — 336 с. — ISBN 9666315467.
- Атлас. 7 клас. Географія материків і океанів / Укладачі О. Я. Скуратович, Н. І. Чанцева. — К. : ДНВП «Картографія», 2014.
- Бєлозоров С. Т. Географія материків. — К. : Вища школа, 1971. — 371 с.
- Барановська О. В. Фізична географія материків і океанів : навч. посіб. для студентів ВНЗ : [у 2 ч.]. — Н. : Ніжинський державний університет ім. Миколи Гоголя, 2013. — 306 с. — ISBN 978-617-527-106-3.
- Перу // Гірничий енциклопедичний словник : [у 3-х тт.] / за ред. В. С. Білецького. — Д. : Східний видавничий дім, 2004. — Т. 3. — 752 с. — ISBN 966-7804-78-X.
- Дубович І. А. Країнознавчий словник-довідник. — 5-те вид., перероб. і доп. — К. : Знання, 2008. — 839 с. — ISBN 978-966-346-330-8.
- Панасенко Б. Д. Фізична географія материків : навч. посіб. : в 2 ч. — В. : ЕкоБізнесЦентр, 1999. — 200 с.
- Юрківський В. М. Регіональна економічна і соціальна географія. Зарубіжні країни: Підручник. — 2-ге. — К. : Либідь, 2001. — 416 с. — ISBN 966-06-0092-5.

### Англійською
- (англ.) Graham Bateman. The Encyclopedia of World Geography. — Andromeda, 2002. — 288 с. — ISBN 1871869587.

### Російською
- (рос.) Перу // Латинская Америка. Энциклопедический справочник [в 2-х тт.] / Главный редактор В. В. Вольский. — М. : Советская энциклопедия, 1982. — Т. 2. К-Я. — 656 с.
- (рос.) Авакян А. Б., Салтанкин В. П., Шарапов В. А. Водохранилища. — М. : Мысль, 1987. — 326 с. — (Природа мира)
- (рос.) Алисов Б. П., Берлин И. А., Михель В. М. Курс климатологии [в 3-х тт.] / под. ред. Е. С. Рубинштейна. — Л. : Гидрометиздат, 1954. — Т. 3. Климаты земного шара. — 320 с.
- (рос.) Апродов В. А. Вулканы. — М. : Мысль, 1982. — 368 с. — (Природа мира)
- (рос.) Апродов В. А. Зоны землетрясений. — М. : Мысль, 2010. — 462 с. — (Природа мира) — ISBN 978-5-244-01122-7.
- (рос.) Бабаев А. Г., Зонн И. С., Дроздов Н. Н., Фрейкин З. Г. Пустыни. — М.  : Мысль, 1986. — 320 с. — (Природа мира)
- (рос.) Букштынов А. Д., Грошев Б. И., Крылов Г. В. Леса. — М. : Мысль, 1981. — 316 с. — (Природа мира)
- (рос.) Власова Т. В. Физическая география материков. С прилегающими частями океанов. Южная Америка, Африка, Австралия и Океания, Антарктида. — 4-е, перераб. — М. : Просвещение, 1986. — 269 с.
- (рос.) Гвоздецкий Н. А. Карст. — М. : Мысль, 1981. — 214 с. — (Природа мира)
- (рос.) Гвоздецкий Н. А., Голубчиков Ю. Н. Горы. — М. : Мысль, 1987. — 400 с. — (Природа мира)
- (рос.) Долгушин Л. Д., Осипова Г. Б. Ледники. — М. : Мысль, 1989. — 448 с. — (Природа мира) — ISBN 5-244-00315-1.
- (рос.) Дорст Ж. Центральная и Южная Америка. — М. : Прогресс, 1977. — 318 с. — (Континенты, на которых мы живем)
- (рос.) Географический энциклопедический словарь: географические названия / под. ред. А. Ф. Трёшникова. — 2-е изд., доп. — М. : Советская энциклопедия, 1989. — 585 с. — ISBN 5-85270-057-6.
- (рос.) Исаченко А. Г., Шляпников А. А. Ландшафты. — М. : Мысль, 1989. — 504 с. — (Природа мира) — ISBN 5-244-00177-9.
- (рос.) Каплин П. А., Леонтьев О. К., Лукьянова С. А., Никифоров Л. Г. Берега. — М. : Мысль, 1991. — 480 с. — (Природа мира) — ISBN 5-244-00449-2.
- (рос.) Словарь современных географических названий / под общей редакцией акад. В. М. Котлякова. — Екатеринбург : У-Фактория, 2006.
- (рос.) Литвин В. М., Лымарев В. И. Острова. — М. : Мысль, 2010. — 288 с. — (Природа мира) — ISBN 978-5-244-01129-6.
- (рос.) Лобова Е. В., Хабаров А. В. Почвы. — М. : Мысль, 1983. — 304 с. — (Природа мира)
- (рос.) Максаковский В. П. Географическая картина мира. Книга I: Общая характеристика мира. — М. : Дрофа, 2008. — 495 с. — ISBN 978-5-358-05275-8.
- (рос.) Максаковский В. П. Географическая картина мира. Книга II: Региональная характеристика мира. — М. : Дрофа, 2009. — 480 с. — ISBN 978-5-358-06280-1.
- (рос.) Перу // Поспелов Е. М. Топонимический словарь. — М. : АСТ, 2005. — 229 с. — ISBN 5-17-016407-6.
- (рос.) География / под ред. проф. А. П. Горкина. — М. : Росмэн-Пресс, 2006. — 624 с. — (Современная иллюстрированная энциклопедия) — ISBN 5-353-02443-5.
- (рос.) Физико-географический атлас мира. — М. : Академия наук СССР и Главное управление геодезии и картографии ГУГК СССР, 1964. — 298 с.
- (рос.) Энциклопедия стран мира / глав. ред. Н. А. Симония. — М. : НПО «Экономика» РАН, отделение общественных наук, 2004. — 1319 с. — ISBN 5-282-02318-0.